# 大理国
大理（白文：Dablit Guaif；937年2月4日－1094年，1096年－1254年1月2日）是個歷時314年、位於雲南、周邊地區的國家，由白族首领段思平建立。其政治中心位於洱海一帶，疆域包含現在中国雲南省、貴州省、四川省西南部、缅甸北部地區、印度東北部、老撾、越南的北部地區。唐玄宗開元年間（738年），西洱河地區的諸部落在唐室的扶植下建國南诏。唐朝末葉（902年），鄭買嗣篡南詔，建大長和。之後又經歷幾個短暫政權大天興、大義寧，接著五代後晉初年（937年），大理國由段思平建國，都城羊苴咩城（今云南省大理市），國號大理，因尊崇佛教，又稱妙香大國。羊苴咩城也就改称大理城。宋哲宗年間（1095年），高昇泰篡位，改国号为“大中”，1096年高昇泰死后，归政于段正淳，史称后理。1253年，蒙古帝国的忽必烈（即后来的元世祖）奉蒙哥大汗之命“革囊渡江”征云南，灭大理国，后建云南等处行中书省，原大理国王段氏被任为世袭大理总管。

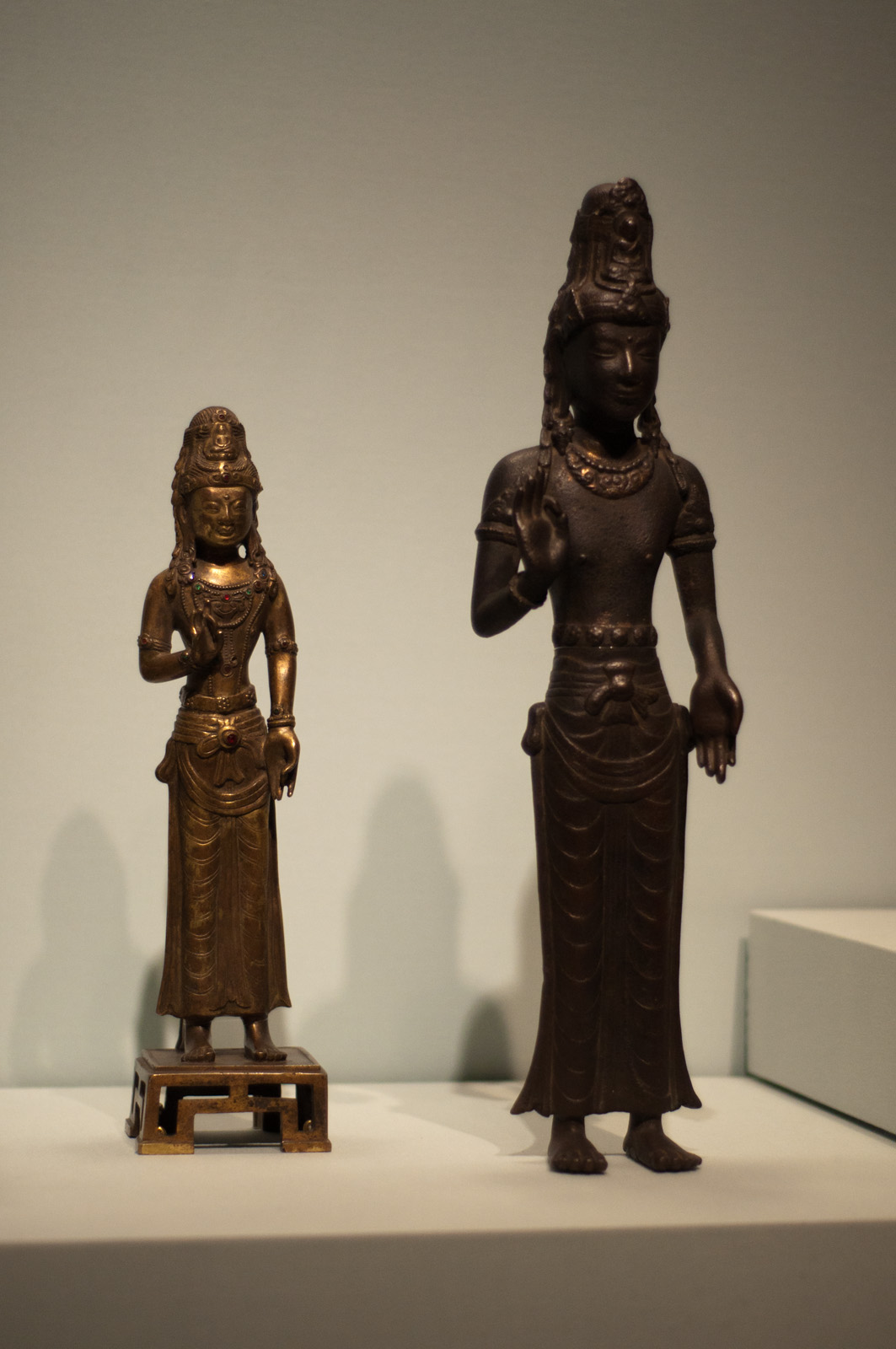
大理國時期的觀音雕刻。

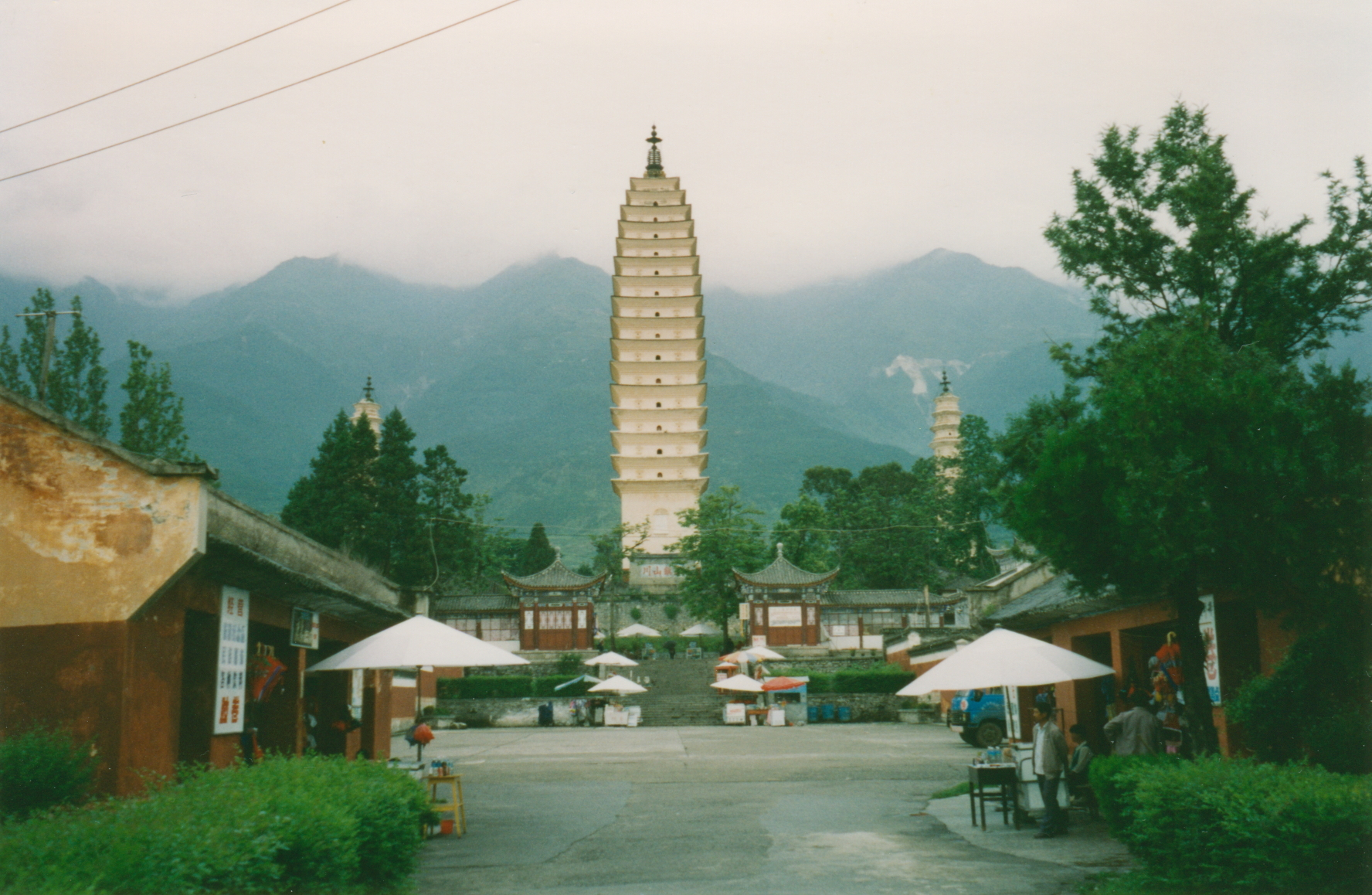
崇聖寺三塔。

## 历史

### 早期歷史

#### 建國
段思平先祖為武威郡人，始祖段儉魏，佐南詔大蒙國蒙氏為清平官，為東漢武威郡太守段熲的十七世孫，六傳至段思平。段思平為幕覽（小府副將），後因戰功，成為通海節度使。929年，楊干貞奪趙善政之位，建大義寧，改元兴圣，其弟楊詔指段思平有帝王之相。在疑懼下，楊干貞急欲追殺段思平。
在被楊干貞追殺期間，段思平曾到秀山神祠占卜得到啟示，藏匿在自己舅父的部族中。會善政臣守高方和段思平關係密切，派段思平之弟段思良和軍師董迦羅前來加以保護。
930年，楊干貞的位置被其弟杨诏所篡，杨诏得位后，改元大明。
段思平向東方的黑爨三十七蠻部借兵，會於石城，以董迦羅為軍師，討伐楊干貞，所向皆克，遂進攻大理。
當時楊詔等陳兵據橋，段軍不能通過。當晚段思平在睡夢中得到三個夢境：「人無首；玉瓶無耳；鏡破」，感到大惑不解，其軍師董迦羅指段思平的夢境乃天大吉兆，因為「君乃丈夫，去首為天；玉瓶去耳為王；鏡破則無對者」，因而軍心大振。是日，段軍找到一名浣紗婦女，指引段軍適合大軍渡河的地點，曰：「人從我江尾，馬從三沙矣，爾國名大理。」
段思平大軍按照浣紗婦女的指引，渡河成功，楊詔兵敗自殺，楊干貞知道兵敗消息后棄城而逃，為段思平軍所擒，大義寧滅亡，段思平即位，建號大理國，建元文德，仍都大理。

### 中期歷史

#### 高氏掌權
1080年，楊義貞弒大理皇帝段廉義，自立為帝，因高昇泰受其父高智昇之命滅楊義貞，擁立段壽輝為大理皇帝，並因平亂有功昇為鄯闡，隔年高智昇與高昇泰父子以天變為不祥理由，逼迫上明帝段壽輝退位出家，並擁立段正明繼位。由於段正明在位時，掌大權仍是高昇泰，甚至在1094年廢了段正明，並自立為帝。1096年，高昇泰基於雲南諸部反對的理由，在臨終囑咐其子高泰明還政段氏，於是高泰明擁立段正明的弟弟段正淳為大理皇帝，但在後大理國時期仍占有重要地位直到後大理滅國。

### 後期歷史

#### 大理蒙古战争
孝義皇帝段祥興在位期間，正值蒙古大舉南侵之時，戰爭造成大理國大敗，大理派出的大將高禾因此戰死。雖說當時蒙古軍後因窩闊台死亡而暫時退兵。

#### 灭亡
1251年段祥興駕崩，傳位給他的兒子段興智。隔年蒙古再次攻打大理，最終相國高泰祥戰敗被殺，段興智逃至鄯闡，蒙古大將兀良哈台攻下鄯闡，並生擒段興智，滅了大理國，蒙哥為表示自己的仁慈及安撫遺民，封段興智為世襲總管。
大理國雖然滅亡，但直到1257年忽必烈成立雲南等處行中書省為止，段氏仍然是大理故地的統治者，到段俊時段氏更壟斷雲南行省平章政事一職。
在元末時，段氏大理總管與元梁王衝突升高，甚至在1343年發生戰爭。後在明興之時謀求獨立，但遭到藍玉、沐英的進攻而化為泡影。

## 政治制度
大理國政治制度，多因襲南詔舊制，加強文官統治。國君稱「驃信」，宰相稱「清平官」，有坦綽、布燮、久贊、彥贊。其中彥贊為大理所增設。清平官下有「九爽」。

## 對外關係

### 與宋朝

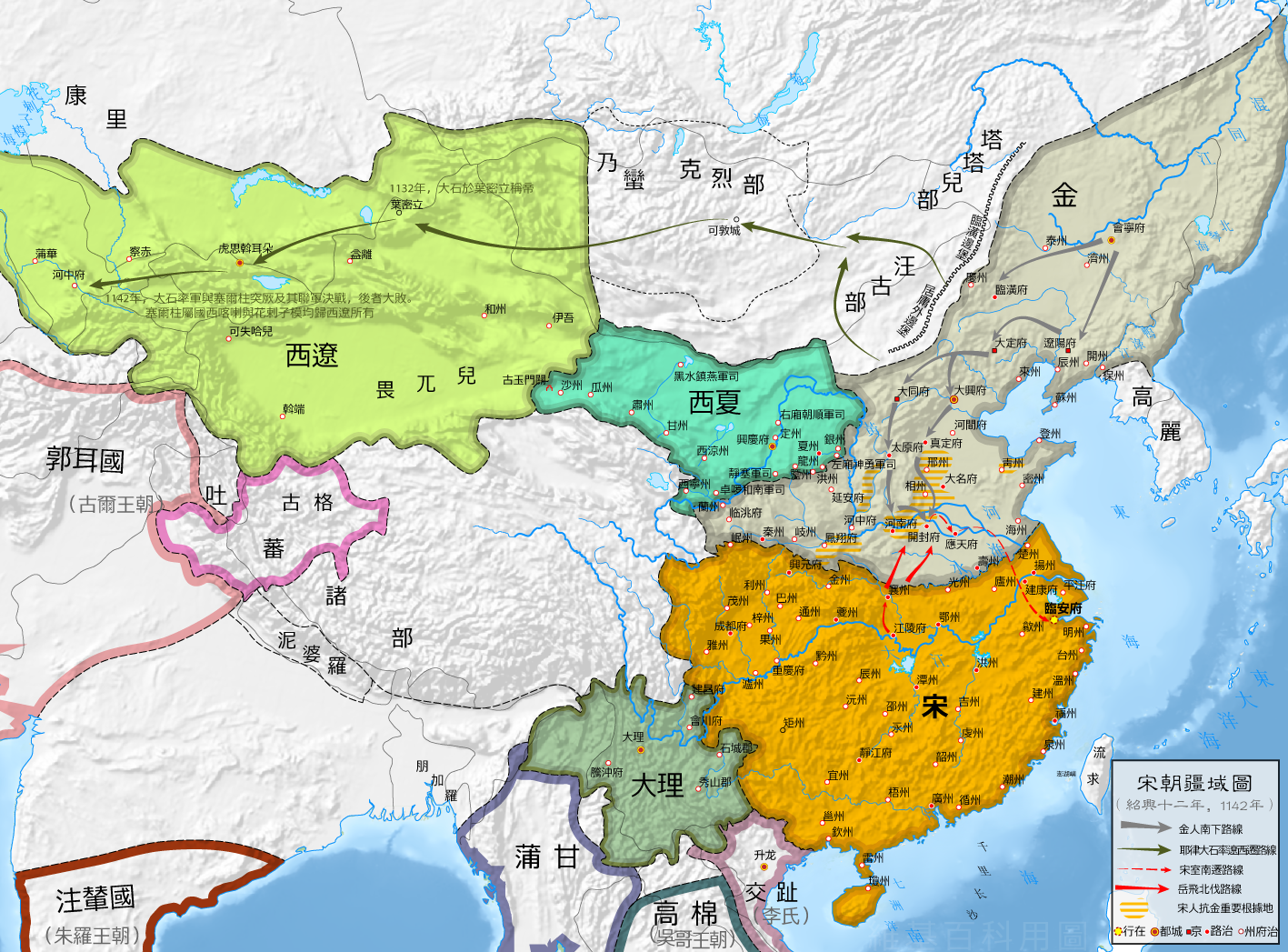
南宋時期大理疆域圖（左下墨綠色）

目前能查到大理國與同一時期的宋朝相關史料並不是很多，內容主要也以經濟關係為主，有時甚至會中断貿易。
整體來說，大理與宋朝關係並不密切。宋神宗熙寧九年（1076年），大理國遣使貢金裝碧玕山、氈罽、刀劍、犀皮甲鞍轡。宋徽宗政和五年（1115年），段和譽曾派使請求入貢。七年（1117年），使者至東京，貢馬三百八十匹及麝香、牛黃、細氈、碧玕山諸物，宋廷封段氏為金紫光祿大夫、檢校司空、雲南節度使、上柱國、大理國王。不过，大理三百年来實際上一直是宋朝的西南屏障，使宋朝得以專注应对北方政權的威脅。直至宋理宗年間大理被蒙古攻滅後，忽必烈從西南方打開缺口對南宋進攻，對南宋始構成直接威脅。

### 與蒙古
大理被蒙古帝国滅國，故關係惡劣。但段氏後代仍為統治者，所以民心得以安撫。在此以前兩國并無密切往來。

## 文化

### 宗教
由於在南詔後期時，佛教開始興盛，到大理國時期達到極盛，並崇尚佛教密宗阿利僧派，所開筵席全是素食，甚至大理國國王22代，就有7代國王禪位為僧。在1976年清理重要寺院崇聖寺的主塔時，甚至在塔頂發現和唐代八世紀造像風格相同的觀音像，這說明了大理受到佛教的影響非常深遠。

## 行政區劃
大理國後期廢除了節度和都督的軍事轄區，對其他建制略作了調整，設置八府、四郡、四鎮。
- 八府：

除大理首府以外的善闡府（今昆明）、威楚府（今楚雄）、統矢府（即弄棟府，今姚安）、會川府（今會理）、建昌府（今西昌）、騰越府（今騰衝）、謀統府（今鶴慶）、永昌府（今隆陽）
- 四郡：

東川郡（今會澤）、石城郡（今沾益）、河陽郡（今澄江）、秀山郡（今通海）
- 四鎮：

西北的成紀鎮（今永勝）、西南的蒙合鎮（今巍山）、西部的鎮西鎮（今盈江）、東部的最寧鎮（今開遠）
- 三十七部：

普摩部（今麒麟）、磨弥部（今沾益）、纳垢部（今马龙）、罗鸠部（今罗平）、夜苴部（今富源）、磨弥殿部（今宣威）、落温部（今陆良）、落蒙部（今石林）、师宗部（今师宗）、仁德部（今寻甸）、閟畔部（今东川）、嵩盟部（今嵩明）、际鹿部（今泸西）、维摩部（今丘北）、弥勒部（今弥勒）、阳城堡部（今晋宁）、强宗部（今阳宗）、步雄部（今江川）、罗伽部（今澄江）、宁部（今华宁）、休腊部（今通海）、因远部（今元江）、罗婺部（今武定）、华竹部（今元谋）、罗部（今禄丰）、屈中司部（今开远）、纳楼部（今蒙自）、教合部（今文山）、矣尼伽部（今马关）、王弄山部（今河口）、乌蒙部（今昭阳）、乃娘部（今彝良）、芒布部（今镇雄）、休制部（今红塔）、嶍峨部（今峨山）、乌撒部（今威宁）、于矢部（今普安）
- 賧（甸）等則隸屬大理首府、府、郡、鎮。

### 引用
1. ↑  徐俊. . 武昌: 华中师范大学出版社. 2000: 252–253. ISBN 7-5622-2277-0 （中文（中国大陆））.
2. ↑  段玉明著. . 昆明: 云南民族出版社. 2003. ISBN 978-7-5367-2480-8.[页码请求]
3. ↑  楊慎《滇載記》：「〔連義〕為其臣楊義貞所弒。義貞自立，號廣安皇帝，凡四年。」
4. ↑  王崧《雲南備徵志》卷之七：「連義以宋熙寧八年立，改元二，曰上德、廣安。為其臣楊義貞所弒。楊義貞篡立，自號廣安皇帝，凡四年。段氏之臣曰高智昇遣子昇太起東方兵討滅之，而立段壽輝。」
5. ↑  倪輅《南詔野史》：「宋神宗元豐三年楊義貞弒而自立，改元廣安。篡位四越月，跋臣高智昇命子昇太起兵殺之，而立壽輝。」
6. ↑  《白古通紀淺述·大理國紀》：「子連義立，在位六年。楊義貞殺而自立，是為廣安皇帝，改元德安。篡位四月半，段臣高智昇命子昇太起東方兵殺之。」